# Бурлака Федір Миколайович
Фе́дір Микола́йович Бурла́ка (справжнє прізвище — Горшко́вський; 29 вересня 1902, Довгалівське — 10 березня 1972, Київ) — український радянський письменник; член Спілки письменників України з 1940 року.

## Біографія
Народився 16 [29] вересня 1902 року в селі Довгалівському (нині Троїцьке Білоцерківського району Київської області, Україна). Закінчив двокласне церковно-парафіяльне училище і поступив до Богуславської гімназії. Пізніше перевівся до реального училища у Таращі, яке закінчив 1920 року. Упродовж 1921–1922 років навчався у Київському інституті народного господарства; у 1922–1925 роках — у Київському політехнічному інституті. Працював журналістом. У роки німецько-радянської війни евакуювався у тил СРСР. Член КПРС із 1952 року. Помер у Києві 10 березня 1972 року.

## Творчість
Перше оповідання «Дядькова Пугачева хімія» опубліковано в журналі «Червоний шлях» 1932 року. Автор історичних повістей і романів про героїчне минуле українського народу і боротьбу трудящих за владу Рад:
- «Кар'єра агронома Кучерявого» (1933);
- «Битва на Кодимі» (1945);
- «Остап Вересай» (1947);
- «Напередодні» (1956);
- «Діти Карасьових» (1957);
- «Маруся Гонта» (1959);
- «Потоплені пороги» (1966);
- «Шулявська республіка» (1971).